# Grenzmark Posen-Westpreußen
Die preußische Provinz Grenzmark Posen-Westpreußen  bestand im Verband des Deutschen Reiches von 1922 bis 1938. Seit 1920 gab es als provisorischen Vorgänger den Verwaltungsbezirk Grenzmark Westpreußen-Posen. Er wurde gebildet aus den verbliebenen westlichen Teilen der ehemaligen Provinzen Posen und Westpreußen. Sitz des Oberpräsidenten war Schneidemühl. Sitz des Landeshauptmanns war Meseritz.

## Geschichte
Im Dezember 1918 und Januar 1919 hatte der Großpolnische Aufstand den größten Teil der preußischen Provinz Posen wieder zum neugegründeten Polen gebracht. In den vorläufig noch deutsch gebliebenen Randteilen der Provinz Posen im Süden, Westen und Norden nahm der Regierungspräsident von Bromberg neben seinen eigenen Befugnissen vorläufig auch die des Oberpräsidenten und des Regierungspräsidenten von Posen wahr. Der am 28. Juni 1919 durch die deutsche Delegation unterzeichnete Friedensvertrag von Versailles sah die Abtretung des größten Teils der ehemaligen Provinzen Posen und Westpreußen an Polen vor. Am 20. November 1919 nahm der Regierungspräsident von Bromberg seine neue Tätigkeit in Form der Regierungsstelle für den Verwaltungsbezirk Grenzmark Westpreußen-Posen auf und verlegte, da die Stadt Bromberg ebenfalls zum Abtretungsgebiet gehörte, am 20. Januar 1920 seinen Sitz nach Schneidemühl. Diese Regierungsstelle verwaltete vorläufig alle bei Deutschland verbleibenden Kreise und Kreisreste aus den Provinzen Posen und Westpreußen westlich der Weichsel bzw. des polnischen Korridors. Der Begriff „Grenzmark Posen-Westpreußen“ geht vermutlich auf den von Mai bis August 1919 amtierenden Oberpräsidenten der Provinz Westpreußen, Bernhard Schnackenburg, zurück, der die beim preußischen Staat verbliebenen Gebiete westlich der Weichsel so benennen wollte, um an die Verluste der Provinzen Westpreußen und Posen zu erinnern. Am 10. Januar 1920 trat der Versailler Vertrag formell in Kraft.
Die Regierungsstelle in Schneidemühl trug ab 11. Januar 1921 den Namen Grenzmark Posen-Westpreußen.  Durch Gesetz der Preußischen Staatsregierung vom 21. Juli 1922 wurde die Verwaltungseinheit als neue preußische Provinz etabliert. Sie bestand aus drei unzusammenhängenden Gebietsteilen entlang der deutsch-polnischen Grenze und war die kleinste Provinz des preußischen Staates, zugleich auch die am dünnsten besiedelte (1925: 332.485 Einwohner, 43 Ew./km²). Sie bestand aus einem einzigen Regierungsbezirk, dem Regierungsbezirk Schneidemühl, an dessen Spitze der jeweilige Oberpräsident zugleich die Funktion des Regierungspräsidenten wahrnahm. Vor der Schaffung der Provinz hatte es auch Argumente für eine Angliederung dieser Gebietsteile an die benachbarten Provinzen Pommern, Brandenburg und Schlesien gegeben. Ausschlaggebend für die Bildung einer eigenen Provinz waren letztlich außenpolitische Gründe. Zum einen kam in dem demonstrativen Festhalten an den alten Namen und der Bildung der Rumpf-Provinz die Nichtanerkennung des territorialen Status quo zum Ausdruck. Zum anderen argumentierten örtliche Funktionäre und Beamte, dass die besonderen Interessen und Probleme des Grenzlandes besser zum Ausdruck gebracht werden könnten, wenn es als eine eigene Provinz organisiert wäre.
Seit dem faktischen Ausscheiden des Oberpräsidenten Hans von Meibom nach der nationalsozialistischen Machtübernahme 1933 wurde die Provinz vom Oberpräsidenten der Provinz Brandenburg in Personalunion mitverwaltet. Durch das Gesetz vom 2. September 1938, das am 1. Oktober 1938 in Kraft trat, wurde die Provinz aufgelöst. Die Kreise Bomst (teilweise) und Fraustadt wurden der Provinz Schlesien, die Kreise Bomst (Rest), Meseritz und Schwerin (Warthe) der Provinz Brandenburg und das restliche Gebiet der Provinz Pommern zugeordnet. Innerhalb der Provinz Pommern wurde das Gebiet mit den Kreisen Dramburg und Neustettin sowie mit den von der Provinz Brandenburg umgegliederten Kreisen Arnswalde und Friedeberg Nm. zu einem neuen eigenständigen Regierungsbezirk erklärt, der seinen Sitz in Schneidemühl hatte. Um die Tradition der aufgelösten Provinz zu wahren, erhielt dieser die Bezeichnung Regierungsbezirk Grenzmark Posen-Westpreußen.
Nach dem Zweiten Weltkrieg wurde das Gebiet unter polnische Verwaltung gestellt; die deutsche Bevölkerung floh oder wurde vertrieben.

## Wirtschaft
In noch stärkerem Maße als andere Ostprovinzen war Posen-Westpreußen von der Landwirtschaft geprägt. Etwa 61 % der Erwerbstätigen arbeiteten im Primärsektor (zum Vergleich: Pommern 55,7 %, Ostpreußen 50,7 %). 19 % der landwirtschaftlichen Nutzfläche entfielen auf bäuerliche Betriebe bis zu 2 ha und etwa 16 % auf Großgrundbesitz über 100 ha. Das Durchschnittseinkommen war dementsprechend niedrig. Die Provinz erhielt erhebliche Subventionen von der preußischen Staatsregierung.

## Polnische Minderheit
Nach Inkrafttreten des Versailler Vertrages war ein Teil der ehemaligen örtlichen Führungsschicht der polnischen Minderheit nach Polen abgewandert. Im Jahr 1925 erklärten sich 13.284 Personen als entweder polnischsprachig oder zweisprachig deutsch/polnisch. Dies entsprach einem Bevölkerungsanteil von 4,3 Prozent. Der Stimmenanteil der Polnisch-Katholischen Volkspartei bewegte sich bei allen Landtags- und Reichstagswahlen der Weimarer Republik stabil bei etwa 3 Prozent. Die Siedlungsschwerpunkte der Minderheit waren ungleich verteilt. Die höchsten Anteile an polnischsprachiger oder zweisprachiger Bevölkerung hatten die Kreise Flatow (1925: 16,8 %), Meseritz (5,8 %) und Bomst (20,6 %). Eine besondere Leistung der Minderheit war der Aufbau eines Netzes aus polnischen Privatschulen. Zu ihrem Höhepunkt wurden diese im Schuljahr 1932/33 von 1325 Kindern besucht.

## Verwaltungsgliederung
Seit dem 2. August 1919 wurden die deutsch gebliebenen Restkreise Czarnikau, Filehne und Kolmar i. Posen vorläufig gemeinsam verwaltet, und zwar durch einen Beamten mit dem Sitz der Verwaltung in Schönlanke.
Die Regierungsstelle für den Verwaltungsbezirk Grenzmark Westpreußen-Posen betreute ab 20. November 1919:
- von der Provinz Westpreußen die Kreise

1. Deutsch Krone
2. Flatow
3. Schlochau

- von der Provinz Posen die Kreise

1. Schneidemühl (Stadtkreis seit dem 1. April 1914)
2. Bomst
3. Czarnikau (Rest; Sitz in Schönlanke)
4. Filehne (Rest; Sitz in Schönlanke)
5. Fraustadt
6. Kolmar i. Posen (Rest; Sitz in Schönlanke)
7. Meseritz
8. Schwerin (Warthe)

Am 15. Dezember 1919 wurden die Restkreise Czarnikau, Filehne und Kolmar i. Posen zum neuen Netzekreis mit dem Sitz der Verwaltung in Schönlanke zusammengefasst.
Die preußische Provinz Grenzmark Posen-Westpreußen umfasste von 1922 bis 1938 den Regierungsbezirk Schneidemühl mit der entsprechenden Anzahl von Stadt- und Landkreisen, die sich aus der nachfolgenden Liste ergibt.

## Regierungsbezirk Schneidemühl (bis 1938)
1. Stadtkreis
  1. Schneidemühl
2. Landkreise
  1. Bomst
  2. Deutsch Krone
  3. Flatow
  4. Fraustadt
  5. Meseritz

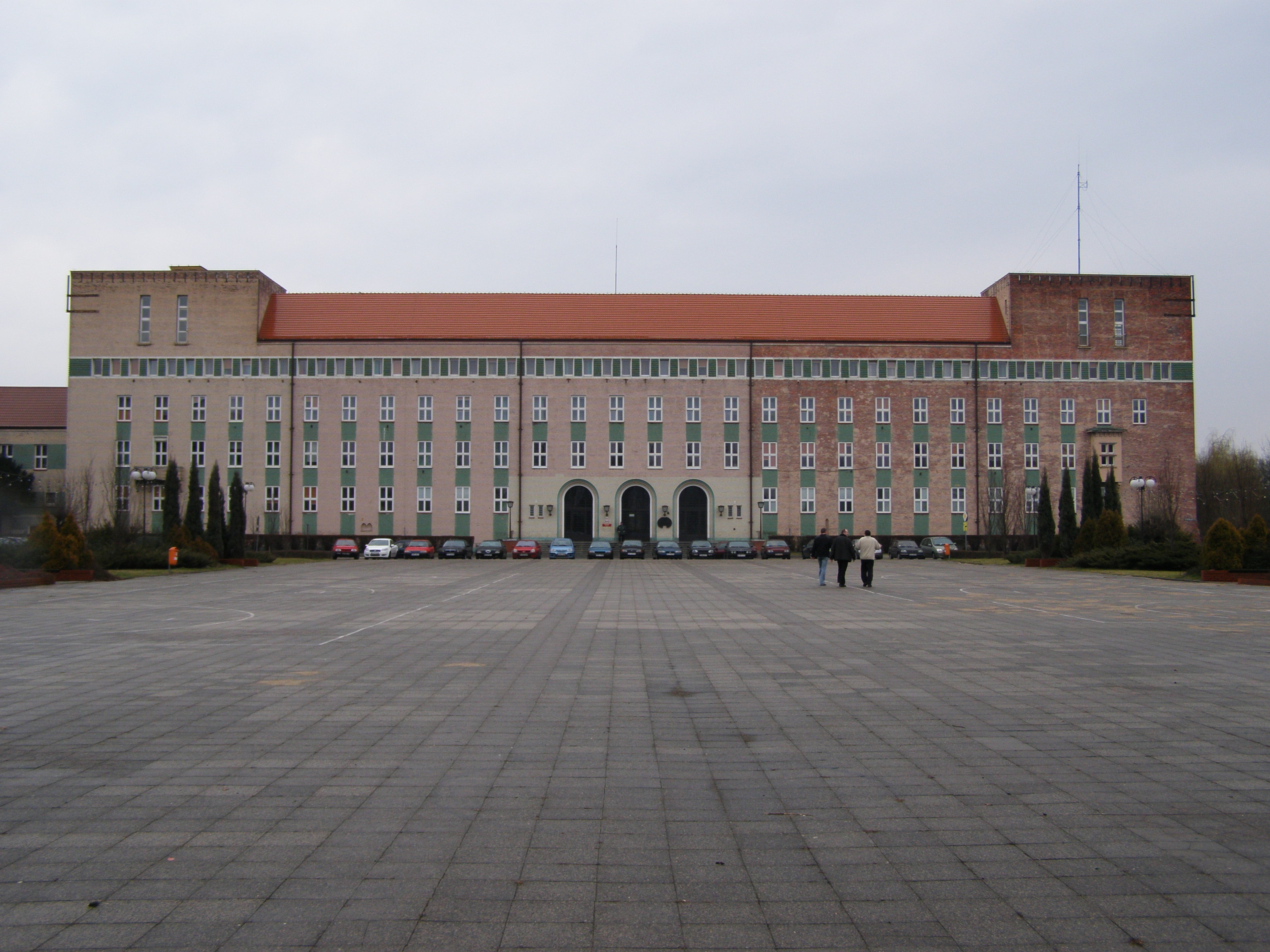
Sitz des Oberpräsidenten und der Regierung in Schneidemühl

  6. Netzekreis (Sitz: Schönlanke, Kreisstadt)
  7. Schlochau
  8. Schwerin (Warthe)

## Politik

### Oberpräsidenten
Eine zentrale politische Rolle spielte während der Weimarer Zeit der frühere Bromberger Regierungspräsident Friedrich von Bülow, der nach dem Posener Aufstand auch zum stellvertretenden Oberpräsidenten der Provinz Posen ernannt wurde. Am 20. Januar 1920 siedelte er mit einem Teil der Beamtenschaft von Bromberg nach Schneidemühl über, von wo aus er als Überleitungskommissar für das Abtretungsgebiet fungierte. Von Bülow war bis 1920 Mitglied der DNVP und ab 1922 Mitglied der DVP, wo er sich im rechten Parteiflügel verortete. Nach Gründung der Provinz 1922 amtierte er bis zum Erreichen seines Pensionsalters im Januar 1933 als Oberpräsident der Provinz.
- Friedrich von Bülow (DVP), 1922–1933
- Hans von Meibom (DNVP), 1933–1934
- Wilhelm Kube (NSDAP), 1935–1936 (kommissarisch), zugleich Oberpräsident der Provinz Brandenburg
- Emil Stürtz (NSDAP), 1936–1938, zugleich Oberpräsident der Provinz Brandenburg

### Parteien und Kommunallandtag
| Partei   | 1925    | 1925  | 1929    | 1929  | 1933    | 1933  |
| Partei   | Stimmen | Sitze | Stimmen | Sitze | Stimmen | Sitze |
| -------- | ------- | ----- | ------- | ----- | ------- | ----- |
| DNVP     | 34,7 %  | 11    | 33,7 %  | 11    | 11,0 %  | 4     |
| Zentrum  | 26,9 %  | 9     | 26,6 %  | 9     | 23,1 %  | 8     |
| SPD      | 14,1 %  | 5     | 17,7 %  | 6     | 8,0 %   | 3     |
| DVP      | 6,3 %   | 2     | 11,1 %  | 4     | –       | –     |
| DVFP     | 4,5 %   | 1     | –       | –     | –       | –     |
| VVB      | 2,9 %   | 1     | –       | –     | –       | –     |
| PKVP     | 3,4 %   | –     | 3,2 %   | –     | –       | –     |
| Sonstige | 4,6 %   | 1     |         |       |         |       |
| NSDAP    | –       | –     | 4,7 %   | –     | 55,0 %  | 16    |
| 1. 2.    |         |       |         |       |         |       |

Abweichend von anderen Provinzen hieß das Provinzialparlament Kommunallandtag.
Während der Weimarer Republik waren nur drei Parteien von größerer Bedeutung: die DNVP (Nationaler Block), das Zentrum und die SPD. Die NSDAP erreichte erst 1933 mit einem Stimmenanteil von 55 % die absolute Mehrheit von 16 Sitzen. Bei den Wahlen 1925 und 1930 hatte ihr Stimmenanteil noch unter 5 % gelegen.

### Landeshauptmänner (Posen-Westpreußen)
- Ernst von Heyking, 1919–0000
- Johannes Caspari, 1922–1933
- Hermann Fiebing,  1933–1935
- Dietloff von Arnim, 1936–1938[4] zugleich Landeshauptmann der Provinz Brandenburg

## Persönlichkeiten
- Friedrich Foertsch (1900–1976), 2. Generalinspekteur der Bundeswehr
- Burkhard Ritz (1931–2025), Landwirt und Politiker (CDU)